# Katakolo
Katakolo (griechisch Κατάκολο (n. sg.)) ist ein Hafenort der westgriechischen Gemeinde Pyrgos auf der Peloponnes. Zusammen mit dem kleinen Küstenort Agios Andreas bildet es die Dimotiki Kinotita Katakolo (Δημοτική Κοινότητα Κατακόλου Dimotikí Kinótita Katakólou) und zählt insgesamt 511 Einwohner (2021).

## Lage
Das Gebiet von Katakolo (Δημοτική Κοινότητα Κατακόλου Dimotikí Kinótita Katakólou) erstreckt sich über 3,747 km² auf der südwärts ausgerichteten Katakolo-Halbinsel, die den Golf von Kyparissia (Κυπαρισσιακός Κόλπος Kyparissiakós Kólpos) im Norden zum Ionischen Meer hin abtrennt und von einem über 80 m hohen, bewaldeten Bergrücken durchzogen wird. Aus der Antike ist für die Landzunge von mehreren Autoren die Bezeichnung Ichthys (Ἰχθῦς) überliefert.
Auf der Ostseite der Halbinsel an der Bucht von Katakolo (Όρμος Κατακόλου Órmos Katakólou) ist das Dorf Katakolo mit einem der bedeutendsten Kreuzfahrthäfen Griechenlands gelegen. In Richtung der Südspitze Kap Katakolo (Ακρωτήρι Κατάκολο Akrotíri Katákolo) steht der 2001 unter Denkmalschutz gestellte Leuchtturm Katakolo.
Nordwestlich von Katakolo an der Tigani-Bucht (Όρμος Τηγάνι Órmos Tigáni) und der vorgelagerten Felseninsel Tigani (Τηγάνι) liegt der kleine Ort Agios Andreas mit den Überresten der befestigten antiken Stadt Pheia (Φειά), dem ehemaligen Hafen von Olympia. Die oberhalb von Agios Andreas gelegene byzantinischen Burg Pondikokastro (Ποντικόκαστρο) wurde auf der antiken Akropolis Pheias errichtet. Nördlich davon bildet der etwa 30 m hohe Katakolo-Pass die Verbindung zur Peloponnes-Halbinsel.

## Verwaltungsgliederung und Bevölkerungsentwicklung
Katakolo wurde 1879 als Siedlung der damaligen Gemeinde Letrini (Δήμος Λετρίνων Dímos Letrínon) bestätigt, 1912 folgte die Ausgliederung als Landgemeinde Katakolo (Κοινότητα Κατακώλου Kinótita Katakólou). Der Hafenort Limin Katakolou (Λιμήν Κατακώλου) wurde 1920 als Siedlung anerkannt und bereits 1928 an den Hauptort Katakolo angeschlossen. Mit der Änderung der griechischen Schreibweise von Κατάκωλο in Κατάκολο 1940 erfolgte die Bestätigung von Alkyon (Αλκυών) als Siedlung und 1961 deren Eingliederung in den Hauptort. 1971 folgte die Anerkennung des Küstenortes Agios Andreas als Siedlung der Landgemeinde. Mit der Gebietsreform 1997 erfolgte der Anschluss mit 17 weiteren Landgemeinden zur damaligen Gemeinde Pyrgos. Diese wiederum ging mit der Umsetzung der Verwaltungsreform 2010 als Gemeindebezirk in der neuen Gemeinde Pyrgos auf, wo Katakolo zunächst eine Ortsgemeinschaft bildete. Seit 2021 werden alle lokalen Gebietskörperschaften als Dimotiki Kinotita bezeichnet.
Einwohnerentwicklung von Katakolo
| Name          | griechischer Name                      | Code       | 1920 | 1928 | 1940  | 1951 | 1961 | 1971 | 1981 | 1991 | 2001 | 2011 | 2021 |
| ------------- | -------------------------------------- | ---------- | ---- | ---- | ----- | ---- | ---- | ---- | ---- | ---- | ---- | ---- | ---- |
| Katakolo      | Κατάκολο (n. sg.)                      | 3901011001 | 449  | 732  | 727   | 748  | 873  | 690  | 717  | 594  | 595  | 509  | 502  |
| Agios Andreas | Άγιος Ανδρέας (Τ.Κ.Κατακόλου) (m. sg.) | 3901011002 |      |      |       |      |      | 008  | 011  | 018  | 006  | 004  | 009  |
| Gesamt        | Gesamt                                 | 39010110   | 560* | 732  | 1022² | 984³ | 873  | 698  | 728  | 612  | 601  | 513  | 511  |

* 1920 Limin Katakolou (Λιμήν Κατακώλου) 111 Einwohner

² 1940 Alkyo (Αλκυώ) 295 Einwohner

³ 1951 Alkyo 236 Einwohner 

## Verkehr

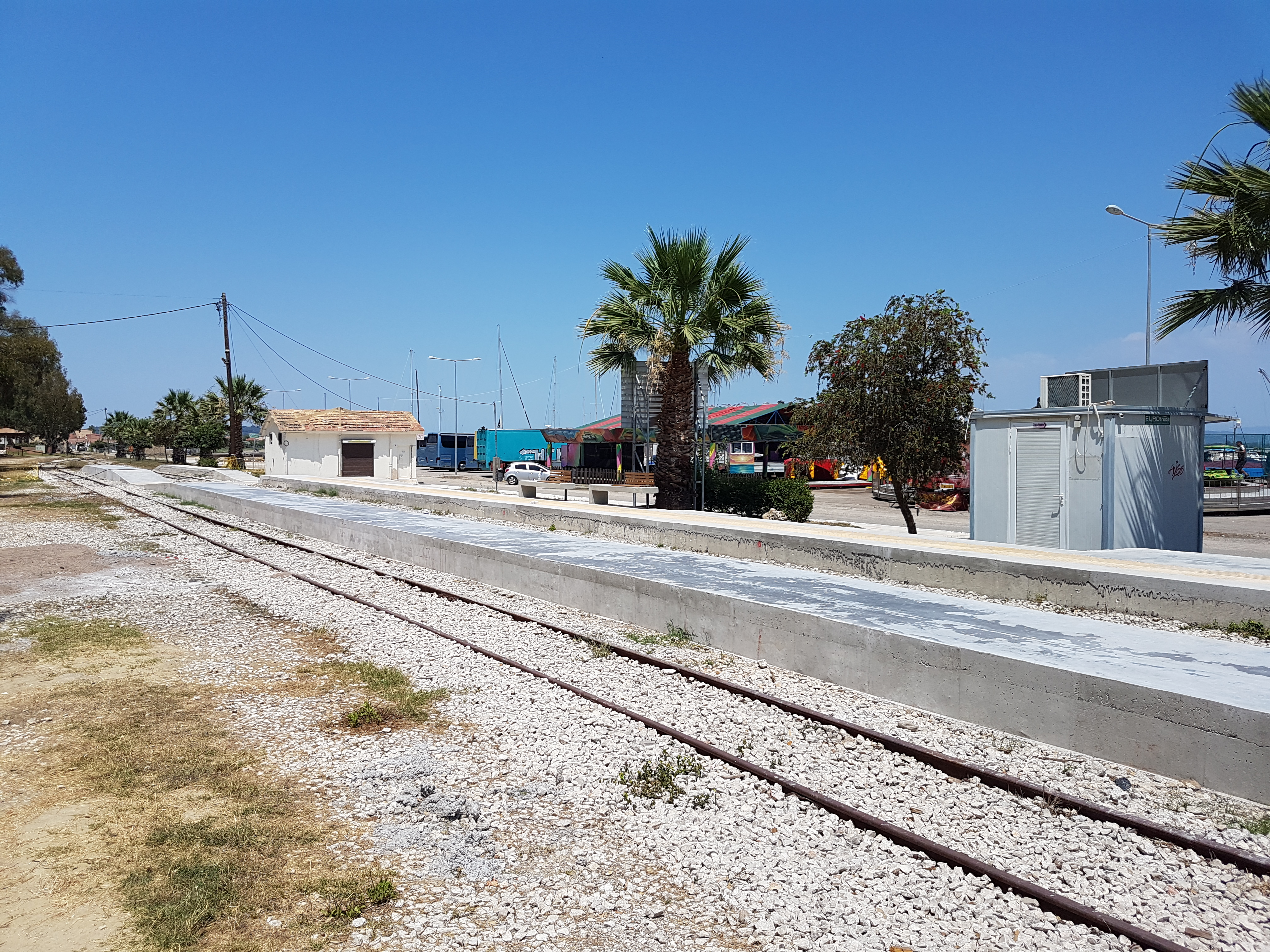
Bahnhof Katakolo (2021)

Katakolo ist Endpunkt einer Eisenbahnlinie nach Olympia, die über die meterspurige Strecken Katakolo–Pyrgos, einen kurzen Abschnitt der ehemaligen, sonst 2011 aufgegebenen Bahnstrecke Patras–Zevgolatio und die Stichstrecke Alfios–Olympia verläuft. Die Verkehrserwartung besteht hier in Touristen von Kreuzfahrtschiffen, die sich auf diesem Weg vom Hafen Katokolo zu der Ausgrabungsstätte in Olympia begeben. 

## Persönlichkeiten
Der Reeder und Öl-Tyccoon Giannis Latsis wurde 1910 in dem damaligen Fischerort geboren.